# Кауакауа
Кауакауите (Euthynnus affinis) са вид актиноптери от семейство Скумриеви (Scombridae).
Те са незастрашен вид.
Таксонът е описан за пръв път от Теодор Едвард Кантор през 1849 година.